# Iron Monger
Iron Monger è il nome di diversi personaggi dei fumetti statunitensi pubblicati dalla Marvel Comics. I principali sono due:
- Obadiah Stane, creato da Dennis O'Neil (testi) e Luke McDonnell (disegni), comparso per la prima volta in Iron Man (vol. 1[1]) n. 163 (ottobre 1982).
- Ezekiel "Zeke" Stane, creato da Matt Fraction (testi) e Barry Kitson (disegni), comparso per la prima volta in The Order (vol. 2[1]) n. 8 (aprile 2008).

Le prime storie in cui è apparso Obadiah Stane sono rimaste inedite in Italia fino all'aprile 2013, quando la saga di Iron Monger è stata presentata su Marvel Gold n. 32; ironicamente ciò è avvenuto anche con Zeke, le cui storie d'esordio sono rimaste inedite, facendolo debuttare con quella che in realtà è la sua seconda apparizione.

## Biografia dei personaggi

### Obadiah Stane
Obadiah Stane, figlio del giocatore d'azzardo patologico Zebediah Stane, in seguito alla morte della madre osserva il padre morire tentando la roulette russa; trauma che porta il bambino a perdere i capelli e giurare di non lasciare mai nulla al caso ed avere sempre il pieno controllo di qualunque situazione nella sua vita tutto ciò fa sì che si appassioni al gioco degli scacchi e all'arte della manipolazione, tanto da partecipare a vari tornei e, in un'occasione, uccidere il cane di un ragazzino suo avversario per distrarlo dalla partita. Tramite tali abilità, da adulto, fonda una società bellica, la Stane International, con la quale tenta di acquistare l'industria che domina il mercato, la Stark Industries, prima da Howard e in seguito da Tony Stark, mandando addirittura all'attacco un gruppo di mercenari, i Chessman, al fine di far cedere il rivale che in breve precipita nell'alcolismo permettendo a Stane di inglobare l'agognata compagnia, sebbene War Machine e lo S.H.I.E.L.D. gli impediscano di mettere le mani sull'armatura di Iron Man.
Diverso tempo dopo, Stark riesce a uscire dall'alcolismo e a fondare una nuova compagnia a Silicon Valley, facendo tornare all'attacco Stane, che riesce a ferire Rhodes e uccidere alcuni dei nuovi soci in affari di Tony il quale, dunque, decide di affrontarlo personalmente. Obadiah ha però nel frattempo ottenuto i progetti dell'armatura del rivale creando quella di Iron Monger; i due hanno dunque un violento scontro nel quale Stane, pur usando Happy Hogan, Pepper Potts e Bambi Arbogast come ostaggi, risulta sconfitto decidendo, per non venire arrestato, di puntarsi i raggi propulsori in faccia e suicidarsi.

### Altri Iron Monger
In seguito vari altri personaggi hanno vestito, o si sono serviti, dell'armatura di Iron Monger:
- l'industriale Simon Steele costruisce una variante dell'armatura facendola usare a un suo innominato impiegato per combattere Dominic Fortune[11].
- il Governo Americano, impossessatosi dell'armatura di Iron Monger dopo la morte di Stane, consente al generale Lewis Haywerth di farla utilizzare al soldato Gregory Smoot per affrontare U.S. Agent[12].
- Joey Cosmatos, ex-compagno di college di Tony, ha costruito una nuova armatura Iron Monger vendendola poi a Slagmire, un sicario del boss Mr. Desmond[11].
- l'armatura indossata dai vari Savage Steel è un derivato di quella di Stane[13].
- Teschio Rosso ruba l'armatura di Stane per farla indossare a un suo soldato nel tentativo, fallimentare, di assassinare Viper[14].

### Zeke Stane
Ezekiel "Zeke" Stane, figlio di Obadiah Stane ossessionato dal desiderio di vendicare il padre assassinando Tony, acquista una serie di sostanze e tecnologie inglobandole al suo stesso organismo e trasformandosi progressivamente in un cyborg, il tutto con l'aiuto della compagna e assistente Sasha Hammer grazie alla quale organizza una serie di attentati servendosi di bombe umane africane, uno delle quali ferisce gravemente Pepper Potts. Successivamente il ragazzo affronta Stark servendosi, oltre che dei suoi potenziamenti bio-genetici anche di un'armatura di sua invenzione autodefinendosi "Iron Man 2.0" ma venendo facilmente sconfitto ed arrestato dall'originale. Non senza, tuttavia, averlo lasciato profondamente scosso.
Poco tempo dopo, il ragazzo viene fatto evadere dal Mandarino, padre di Sasha, al fine di formare un'alleanza per sconfiggere Iron Man, tuttavia, trovandosi insoddisfatto dell'operato del ragazzo, dopo un po' il Mandarino si serve del potere dei suoi anelli per schiavizzarlo, cosa che porta Zeke a ribellarsi e ucciderlo.
Successivamente viene visto durante una riunione del Club Infernale.

## Poteri e abilità

### Obadiah
Obadiah Stane è dotato di un'intelligenza geniale, un abile stratega sul piano commerciale ed uno scacchista infallibile che, in genere, preferisce siano i suoi uomini a sporcarsi le mani al posto suo.
L'armatura di Iron Monger, creata alla Stark International con il nome in codice I-M Mark One, sulla base dei progetti della prima armatura di Iron Man, la Mark I, dispone di quasi tutti gli armamenti del modello di riferimento, ovvero armi da fuoco quali: mitragliatrici, missili di vario tipo, repulsori con raggi laser all'estremità dei guanti e anche l'uni-raggio (una potente emissione d'energia dal generatore sul petto). Tramite l'armatura Obadiah è inoltre in grado di volare grazie ai propulsori all'interno degli stivali; tuttavia a differenza della prima armatura di Iron Man, si è dimostrata molto più prestante e meno veloce ed ha una peculiare debolezza: essendo un prodotto delle industrie Stark, Tony, tramite i suoi computer è in grado di trovarne ogni punto debole rendendo così inutile il suo funzionamento.

### Ezekiel
Nonostante Zeke sia ritenuto un genio, il suo intelletto è stato definito da Reed Richards più "imitativo" che "innovativo": le sue invenzioni derivano tutte da un nuovo design di creazioni preesistenti (in genere di Stark) piuttosto che essere sue creazioni originali.
Tramite impianti bionici auto-eseguiti, inoltre, Zeke ha modificato la propria biologia (in particolare l'ipotalamo) arrivando a ridurre il consumo calorico del suo corpo dal 70 al 9% ed immagazzinando dunque l'energia rimanente per servirsene sotto forma di emissioni di energia dalle dita o per rigenerare velocemente le proprie ferite. Deve però mantenere una quantità elevatissima di zuccheri nel proprio sangue.

## Altre versioni

### Ultimate
Nell'universo Ultimate, Obadiah è figlio di Zebediah Stane e Loni (ex-moglie di Howard Stark) che, dopo aver divorziato anche dal secondo marito complotta assieme al figlio per ucciderlo e far ricadere la colpa su Howard Stark, che viene rinchiuso in prigione e quasi ucciso da alcuni sicari. Successivamente gli Stane attentano anche alla vita di Tony senza successo e Loni, per evitare di essere scoperta quale organizzatrice dell'attentato, tenta di assassinare il figlio che, folle di rabbia, la uccide venendo poi arrestato dall'FBI. Tali avvenimenti vengono tuttavia in seguito rivelati essere parte di un romanzato film TV sulla vita degli Stark.

## Altri media

### Marvel Cinematic Universe
Tra Obadiah Stane e suo figlio Ezekiel compaiono all'interno del Marvel Cinematic Universe (MCU), interpretato da Jeff Bridges (candidato al Saturn Award per questo ruolo) e da Alden Ehrenreich e doppiato da Massimo Corvo e da Emanuele Ruzza. Inoltre Obadiah è il primo dei cattivi dell'MCU.
- Obadiah Stane è l'antagonista principale del film Iron Man (2008). Nella pellicola viene presentato come un vecchio amico di famiglia e mentore di Tony Stark dopo la morte dei genitori, nonché presidente esecutivo delle Stark Industries che, pur di diventare ancora più ricco, tenta di assumere il controllo totale della società facendo rapire Tony in Afghanistan ma, dopo aver saputo della modalità della sua fuga, recupera i resti dell'armatura costruita dal socio in affari per scampare ai terroristi e se ne serve per costruire una gigantesca armatura di cui si serve non appena i suoi crimini vengono scoperti, affrontando prima lo S.H.I.E.L.D. e poi Iron Man venendo poi disintegrato dal Reattore Arc.
- Il personaggio compare brevemente in cameo nel film Spider-Man: Far from Home (2019) tramite del materiale d'archivio preso dal primo film di Iron Man nel flashback di William Ginter Riva.
- Obadiah Stane compare anche nella prima serie animata dell'MCU What If...? (2021).
- Ezekiel "Zeke" Stane, il figlio del defunto Obadiah, fece la sua prima comparsa come antagonista secondario nella miniserie televisiva Ironheart (2025).

### Animazione
Nel film d'animazione in stile anime Iron Man: Rise of Technovore Zeke Stane è l'antagonista principale e il creatore del Tecnovoro, mentre suo padre Obadiah viene solo menzionato.

### Televisione
- Obadiah Stane, alias Iron Monger, compare come antagonista secondario nella serie animata Iron Man: Armored Adventures, dove viene descritto come un collega freddo e senza scrupoli di Howard Stark, intenzionato a usare la compagnia per creare armi, così da diventare sempre più ricco, senza tener conto della morte che ciò provocherebbe.
- Iron Monger (Obadiah Stane) compare nell'anime Disk Wars: Avengers.
- Tra Obadiah Stane e suo figlio Ezekiel compaiono nell'anime Future Avengers.

### Videogiochi
- Iron Monger compare come nemico principale nel videogioco Iron Man.
- Zake Stane compare come nemico minore del videogame Iron Man 3.